# Сайганов, Сергей Анатольевич
Сергей Анатольевич Сайганов  (род. 3 октября 1969, Ленинград) — российский врач-кардиолог, доктор медицинских наук, профессор. С 2018 года — ректор Северо-Западного государственного медицинского университета им. И. И. Мечникова.

## Биография
Родился 3 октября 1969 года в Ленинграде.
В 1992 году окончил Санкт-Петербургский медицинский институт им. акад. И. П. Павлова по специальности «лечебное дело».
С 1995 по 1999 гг. С. А. Сайганов работает в Покровской больнице Санкт-Петербурга в должности врача, а затем заведующего отделением реанимации и интенсивной терапии, совмещает должность врача-кардиолога кабинета электофизиологических исследований сердца, осваивает смежные специальности — анестезиология-реаниматология, функциональная диагностика.

### Работа в Северо-Западном государственном медицинском университете им. И. И. Мечникова
С 1999 г. работал ассистентом на кафедре кардиологии Санкт-Петербургской медицинской академии последипломного образования. По совместительству занимал должность заместителя главного врача Покровской больницы.
С июня 2009 г. перешел на основное место работы в должности ученого секретаря Санкт-Петербургской медицинской академии последипломного образования (с 2011 г. — ученый секретарь Северо-Западного государственного медицинского университета им. И. И. Мечникова). Основную работу совмещал с клинической и научно-педагогической деятельностью в должности доцента кафедры кардиологии им. М. С. Кушаковского.
В 2012 г. был назначен на должность профессора, а затем заведующего кафедрой кардиологии им. М. С. Кушаковского.
В 2014—2015 гг. являлся ответственным секретарем приемной комиссии Северо-Западного государственного медицинского университета им. И. И. Мечникова.
С февраля 2016 г. был назначен на должность проректора по клинической работе Северо-Западного государственного медицинского университета им. И. И. Мечникова.
С 27 марта 2018 г. по результатам выборов назначен на должность ректора Северо-Западного государственного медицинского университета им. И. И. Мечникова.
В 2017 г. при непосредственном участии С. А. Сайганова открыт Северо-Западный центр лечения воспалительных заболеваний кишечника, внедрен федеральный регистр пациентов с ВЗК. Также организована работа Гепатологического центра ФГБОУ ВО СЗГМУ им. И. И. Мечникова Минздрава России и Северо-Западного центра профилактики и лечения атеросклеротических заболеваний.
С 2018 г. в СЗГМУ им. И. И. Мечникова активно развивается интервенционная кардиология и кардиохирургия.
Проводится активная работа по организации и оказанию высокотехнологичной медицинской помощи по профилю анестезиология и реаниматология, сердечно-сосудистая хирургия, онкология.
В 2018 г. в рамках национального проекта «Здравоохранение» Сайгановым С. А. на базе университета был организован проектный офис по развитию регионального здравоохранения Псковской, Вологодской, Калиниградской областей и республики Карелия.

### Научная деятельность
В 1999 г. защитил кандидатскую диссертацию на тему «Клинико-электрофизиологическая характеристика предсердий у больных с атриовентрикулярными реципрокными тахикардиями», в 2011 г. — докторскую диссертацию («Острая сердечная недостаточность при инфаркте миокарда нижней локализации»).
В 2011 г. — прошел профессиональную переподготовку на факультете менеджмента Санкт-Петербургского государственного университета по направлению «Менеджмент в здравоохранении».
Учредитель Общества гастроэнтерологов и гепатологов «Северо-Запад», учредитель Евразийской аритмологической ассоциации, член правления Санкт-Петербургского научного общества кардиологов имени Г. Ф. Ланга и российского кардиологического общества, член The European Society of Cardiology (ESC).
Главный редактор журнала «Cardias Arrhythmias», заместитель главного редактора журнала «Вестник Северо-Западного государственного медицинского университета имени И. И. Мечникова».
Член редколлегии рецензируемых научных журналов, входящих в перечень ВАК Минобрнауки России: «Аспирантский вестник Поволжья», «Вестник Северо-западного государственного медицинского университета им. И. И. Мечникова». Член редакционного совета журнала «Медицинский оппонент». Член Экспертного совета Комитета Государственной Думы по охране здоровья по вопросам совершенствования медицинского, фармацевтического образования и кадровой политики в здравоохранении.
Принимал активное участие в GCP исследованиях препаратов 2-4 фаз для лечения сердечно-сосудистой, эндокринной и бронхо-легочной систем.
Организатор научно-практических конференций и семинаров для врачей и профессорско-преподавательского состава.

## Санкции
6 марта 2022 года после вторжения России на Украину подписал письмо в поддержу российской агрессии. С 9 июня 2022 года находится под персональными санкциями Украины за поддержку войны. Также был внесён ФБК в список коррупционеров и разжигателей войны за поддержку нападения на Украину, 16 марта 2022 года форумом свободной России внесён в «Список Путина» и доклад «поджигателей войны» с предложением введения против него международных санкций.

## Профессиональные интересы
В сфере научных интересов: кардиология, анестезиология-реаниматология, функциональная диагностика, сердечно-сосудистая хирургия, онкология.

## Награды и премии
Медаль «В память 300-летия Санкт-Петербурга» (2003 г.);
Орден за заслуги перед отечеством 2 степени (2022).